# Zaricine, Milove
Zaricine (în ucraineană Зарічне) este un sat în comuna Novostrilțivka din raionul Milove, regiunea Luhansk, Ucraina.

## Demografie
Componența lingvistică a localității Zaricine
     Rusă (51,4%)
     Ucraineană (41,34%)
     Alte limbi (0,56%)
Conform recensământului din 2001, majoritatea populației localității Zaricine era vorbitoare de rusă (51,4%), existând în minoritate și vorbitori de ucraineană (41,34%).